# 民主回歸派
民主回歸派，是香港的一個政治派系，是泛民主派，包括李柱銘、主張支持香港回歸中華人民共和國，但同時應該落實全面的民主政制。

## 歷史
民主回歸是泛民主派的提出的政治主張，在1989年六四事件後，當中英聯合聲明已成既定事實，泛民主派主張香港回歸後應實行全面民主政制。
1980年代，匯點是首個政治團體主張民主回歸。1994年10月2日，匯點與香港民主同盟合組民主黨，新成立的民主黨把民主回歸的主要內容放入黨綱中。匯點成員在1997年後大多是香港親共人士，例如高達斌、張炳良、馮煒光、狄志遠、劉迺強。。
1997年香港回歸後，包括最先要求按照基本法規定，爭取在2007及2008年實際雙普選。但2004年人大釋法後否決雙普選，更把原來基本法的「三部曲」改為「五部曲」。2004年人大釋法及2005年否決政改後，民主回歸的主張及對香港模式「一國兩制」的堅持開始受到質疑。
2007年12月，全國人大常委會通過否決2012年雙普選，指2017年後香港可以普選行政長官。2010年6月23至24日，香港立法會通過由民主黨支持的改良區議會方案，新增五個地區直選及五個區議會功能組別議席。由於民主黨支持政改，導致泛民主派進一步分裂。泛民主派過去一直團結一致爭取2012雙普選，可是到2010年，泛民就是否支持政府的2012年政改方案出現分歧，引發內部大分裂，形成溫和民主派和激進民主派。

## 終結
2014年8月31日，全國人大常委會決定對2017年香港行政長官選舉“落三閘”，除了2016年香港立法會選舉不修改選舉辦法，2017年行政長官可實現普選，但參選人須由1200人的提名委員會獲過半數支持才能參選，並把參選人限制在2至3名。著名溫和民主派學者方志恆教授撰寫《這是一個時代的終結》一文，指出人大決定表示“民主回歸”壽終正寢。在本土主義下，本土派和自決派崛起，合稱為本土自決派（現稱「抗爭派」），被視為第三勢力。